# オポヤズ
オポヤズ（OПOЯЗ）は、1910年代にロシアで創立された文学運動団体、詩的言語研究会（Общество изучения Поэтического Языка）の略称。ロシア未来派に参加したヴィクトル・シクロフスキーとペテルブルク（ペトログラード）大学の言語学科の卒業生らが会員であった。